# Lugu Hu

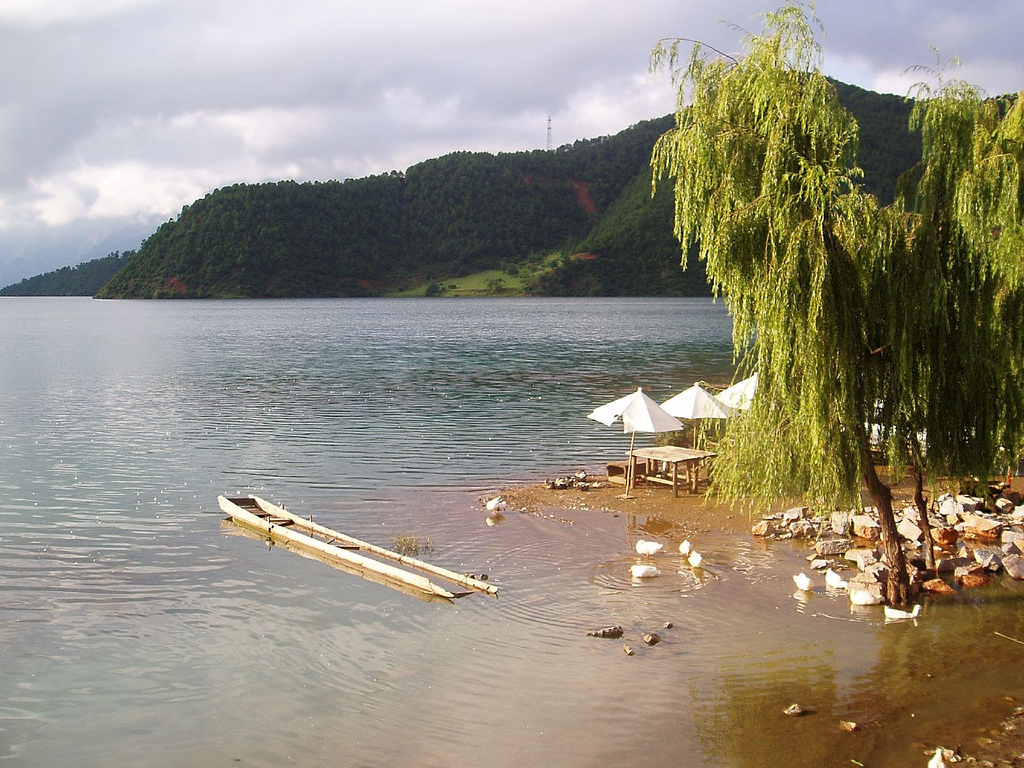
Poranek nad jeziorem Lugu

Lugu Hu (chiń.: 泸沽湖, pinyin: Lúgū Hú) – wysokogórskie jezioro w południowo-zachodnich Chinach pomiędzy prowincjami Junnan i Syczuan. Posiada powierzchnię 48,5 km. Położone jest na wysokości 2685 m n.p.m. Maksymalna głębokość 93,5 m.